# 臺南市私立聖功女子高級中學
天主教聖功學校財團法人臺南市天主教聖功女子高級中學，簡稱聖功女中，是一所位於中華民國臺南市北區的私立女子完全中學。

## 歷史

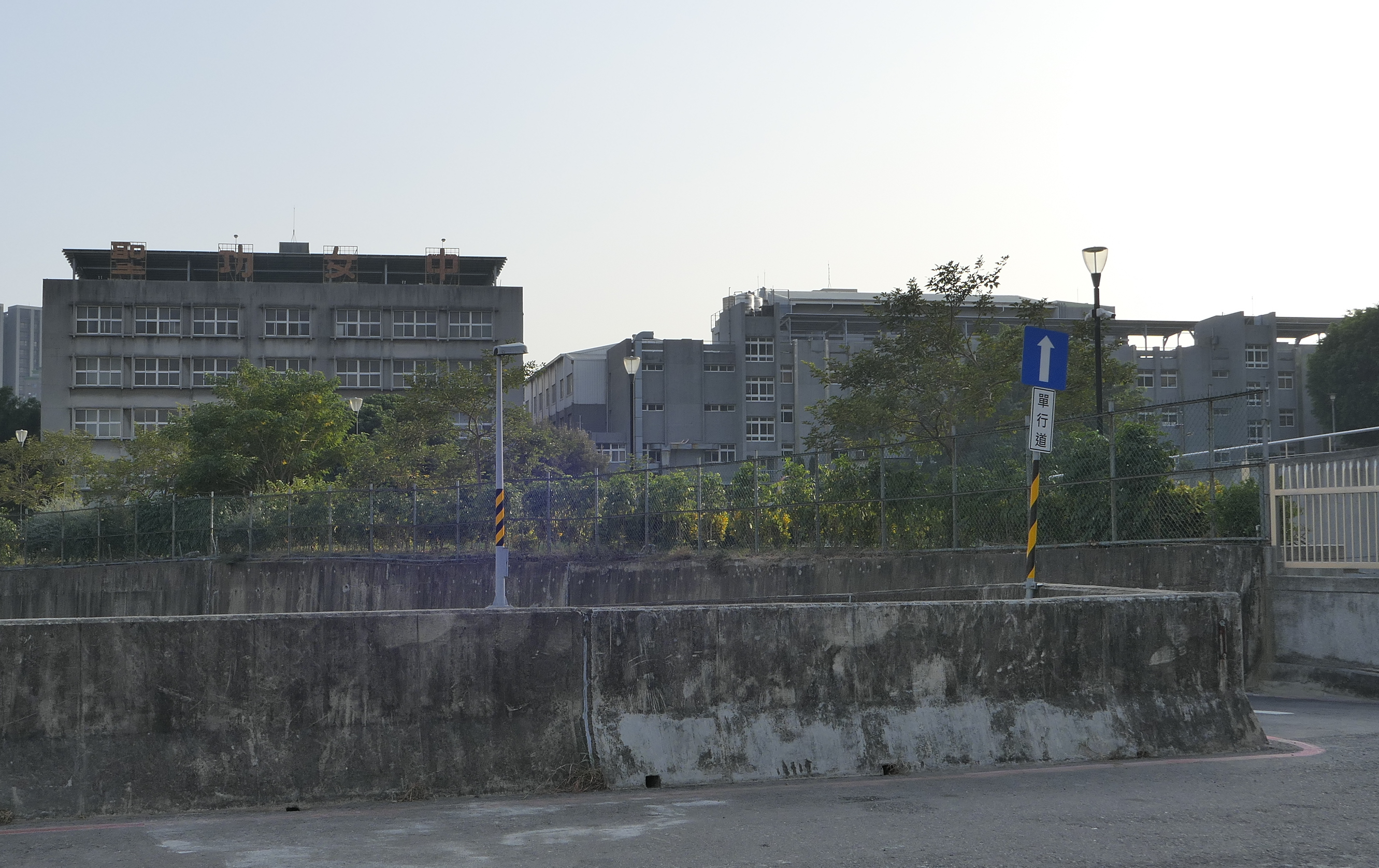
自柴頭港溪無名橋上拍攝聖功女中

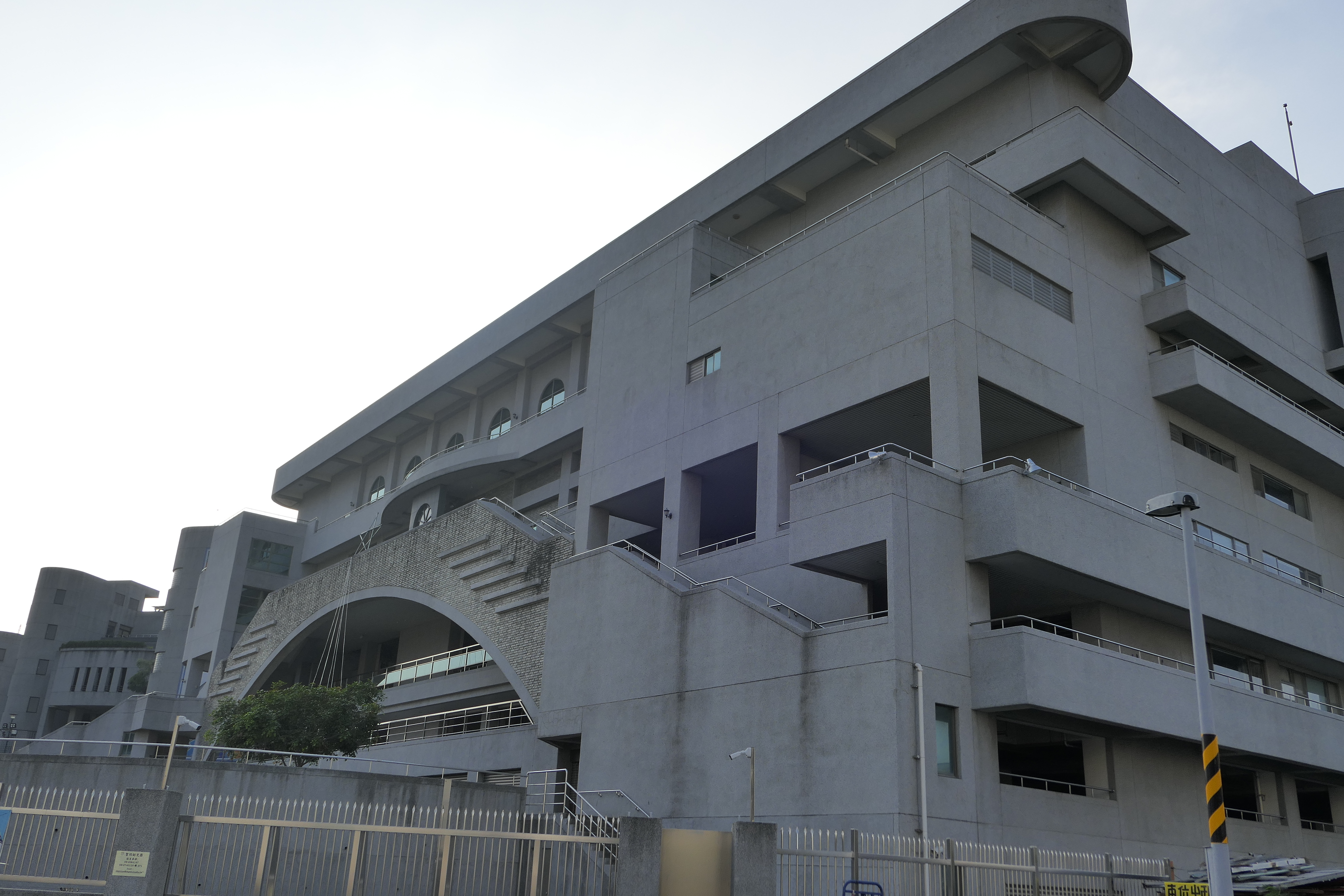
聖功女中云和館

1914年6月，聖功小學於天津法租界創校，首任校長為英懷清女士。
1929年，改師範班為中學，重新立案為「聖功中學」。
1936年，聖母無原罪傳教修女會（即聖功修女會）接辦本校，設有中學部、小學部和幼稚園部。）
1949年，聖功修女會隨國民政府遷台。
1964年，昔任校長夏景如帶領聖功會修女協助聖功在台復校，「私立聖功女子初級中學」奉准立案。同年辦公處所及第一幢教學大樓—景誠樓完工。復校首任校長傅正彩。
1967年，增設高中部，更名為「私立聖功女子中學」。
1979年，奉教育廳核示更名為「臺灣省臺南市私立聖功女子高級中學」。
2011年2月1日，正式更名為「天主教聖功學校財團法人臺南市天主教聖功女子高級中學」。
2019年，因應鐵路地下化工程，拆除小平房及校門。

## 外部連結
- 臺南市私立聖功女子高級中學 （页面存档备份，存于）